# Hannibal ante portas

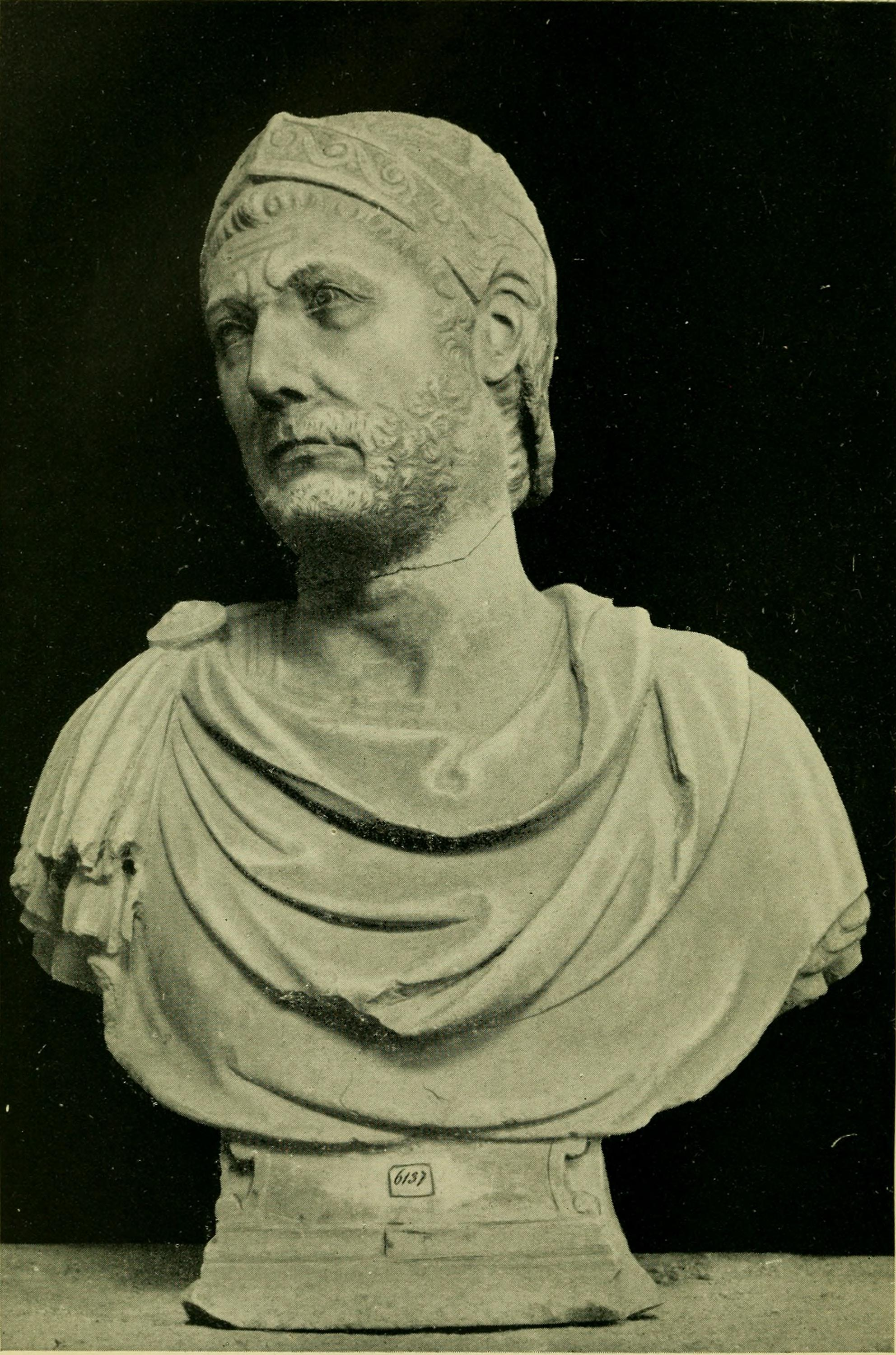
Portretowe popiersie Hannibala – wyobrażenie o największej wiarygodności, odkryte w XVII wieku w Kapui

Hannibal ante portas (łac. Hannibal u bram) – łacińska sentencja ostrzegająca przed nadchodzącym niebezpieczeństwem; pierwotnie okrzyk trwogi Rzymian po klęsce z Kartaginą w bitwie pod Kannami (216 p.n.e.). 
Jest to ogólnie przyjęta w użyciu i powszechnie cytowana, lecz niedokładna wersja tego powiedzenia, które przytoczone przez Liwiusza (Dzieje Rzymu XXIII 16,2), w oryginale brzmi: Hannibal ad portas. Użyte później w pismach Cycerona (Philippica I, 11; De finibus malorum et bonorum IV, 22) i przez Syliusza Italikusa (Punica X, 265), w przenośni odnosi się do każdego zbliżającego się niebezpieczeństwa zagrażającego ojczyźnie, miastu, krajowi.